# Eric Lux
Eric Lux (ur. 29 października 1970 w Esch-sur-Alzette) – luksemburski przedsiębiorca.

## Życiorys
W 1993 Eric Lux ukończył Lausanne Business School. W 1997 roku przejął firmę Ikodomos Group. Jest współzałożycielem i prezesem firmy Genii Capital, założycielem The Genii Group oraz współwłaścicielem zespołu wyścigowego Lotus (początkowo Renault). W 2011 w Szanghaju kierowca wyścigowy Adrian Sutil zranił Luksa w szyję kieliszkiem od szampana, w wyniku czego doznał on dużej blizny na swojej szyi.

## Życie prywatne
Mówi biegle w języku angielskim, francuskim, niemieckim i luksemburskim.